# Ontherus tenuistriatus
Ontherus tenuistriatus là một loài bọ cánh cứng trong họ Bọ hung (Scarabaeidae).